# Strada statale 158 della Valle del Volturno
La strada statale 158 della Valle del Volturno (SS 158), già in parte nuova strada ANAS 308 di Taverna Ravindola (NSA 308), ora strada provinciale 16 della Valle del Volturno (SP 16) tra Taverna Ravindola e il confine con la Campania e strada provinciale 330 ex SS 158 della Valle del Volturno (SP 330) in Campania, è una strada provinciale italiana che segue il corso del fiume Volturno.

## Storia
La strada statale 158 venne istituita nel 1953 con il seguente percorso: "Dalla SS. n. 83 in Alfedena alla SS n. 85 (Taverna Ravindola); da questa, dopo il ponte sul Volturno, per Capriati a Volturno, Quadrivio della Pioppetta presso Alife, Dragoni, Alvignano, alla SS. n. 87 in Caiazzo, con diramazione Quadrivio della Pioppetta - Piedimonte di Alife."

## Percorso
La strada ha origine ad Alfedena dalla strada statale 83 Marsicana e nel giro di pochi chilometri abbandona l'Abruzzo, entrando nella provincia di Isernia dove lambisce Pizzone e Castel San Vincenzo prima di raggiungere il letto del fiume Volturno. A questo punto la strada segue il corso del fiume sulla sponda destra, incrociando la strada statale 652 di Fondo Valle Sangro e raggiungendo il bivio per Rocchetta a Volturno.
All'altezza della congiunzione con la ex strada statale 627 della Vandra, la strada passa sulla sponda sinistra continuando poi ciascuna con il proprio itinerario: il percorso attraversa quindi Colli a Volturno e lambisce Montaquila fino alla località di Roccaravindola. Qui un tratto di 700 metri, precedentemente classificato come nuova strada ANAS 308 di Taverna Ravindola, è stato recentemente inserito nell'itinerario dell'arteria stessa al fine di permettere l'intersezione con la sede stradale della strada statale 85 Venafrana.
Il vecchio tracciato proseguiva per il ponte 25 Archi ed intersecava la SS 85 dopo il ponte sul fiume Volturno. Dopo un breve tratto molisano, la strada entra nella provincia di Caserta dove attraversa Capriati a Volturno, Prata Sannita e Pratella ed Alife prima di raggiungere il quadrivio da cui si distacca la ex strada statale 158 dir della Valle del Volturno diretta verso il Matese.
Il tracciato devia invece verso sud, passando nuovamente sulla sponda destra del Volturno ed incrociando la strada statale 372 Telesina. Il percorso continua attraversando i centri abitati di Dragoni, Alvignano ed infine arrestandosi a Caiazzo dove si innesta sul vecchio tracciato della strada statale 87 Sannitica.
In seguito al decreto legislativo n. 112 del 1998, dal 2001 la gestione del tratto molisano dal km 38,850 (Taverna Ravindola) in poi è passata dall'ANAS alla Regione Molise, che ha provveduto al trasferimento dell'infrastruttura al demanio della Provincia di Isernia; dal 17 ottobre dello stesso anno la gestione del tratto campano è passata alla Regione Campania, che in data 22 ottobre 2001 ha ulteriormente devoluto le competenze alla Provincia di Caserta.

## Strada statale 158 dir della Valle del Volturno
La ex strada statale 158 dir della Valle del Volturno (SS 158 dir), ora strada provinciale 331 ex SS 158 dir della Valle del Volturno (SP 331) in Campania e strada provinciale 164 della Valle del Volturno (SP 164) in Molise, è una strada provinciale italiana che collega la valle del Volturno con il massiccio del Matese.
La strada si dirama dalla SS 158 poco oltre l'attraversamento di Alife, e nel suo percorso di avvicinamento al Molise tocca i centri abitati di Piedimonte Matese, Castello del Matese e San Gregorio Matese, entrando così nel parco nazionale del Matese.
Il tracciato raggiunge il passo di Miralago (1105 m s.l.m.) al bivio per il lago del Matese, mentre proseguendo ad est raggiunge la sella del Perrone (1257 m s.l.m.) che segna il confine tra Campania e Molise.
La strada scende quindi di altitudine fino a Guardiaregia ed oltre fino alla rotonda in cui gli altri bracci sono costituiti dalla strada statale 17 dell'Appennino Abruzzese e Appulo Sannitico e dalla strada statale 87 Sannitica nei pressi della stazione di Guardiaregia.

### Storia
La strada statale 158 dir venne istituita nel 1953 con il seguente percorso: "Quadrivio della Pioppetta - Piedimonte d'Alife."
Nel 1959 vi venne aggiunto un ulteriore tronco così definito: "Piedimonte d'Alife - Passo del Prete Morto - Innesto S.S. n. 17 al bivio per Santa Maria delle Macchie."
In seguito al decreto legislativo n. 112 del 1998, dal 17 ottobre 2001 la gestione del tratto campano è passata dall'ANAS alla Regione Campania, che in data 22 ottobre 2001 ha ulteriormente devoluto le competenze alla Provincia di Caserta; nello stesso anno la gestione del tratto molisano è passata alla Regione Molise, che ha provveduto al trasferimento dell'infrastruttura al demanio della Provincia di Campobasso.